# Чёрный Остров (Львовская область)
Чёрный Остров (укр. Чорний Острів) — село в Ходоровской городской общине Стрыйского района Львовской области Украины.
По состоянию на 01.01.2025 г. количество зарегистрированного населения 636 человек. Население по переписи 2001 года составляло 855 человек. Почтовый индекс — 81720. Телефонный код — 3239.